# Hoplasoma unicolor
Hoplasoma unicolor is een keversoort uit de familie bladkevers (Chrysomelidae). De wetenschappelijke naam van de soort werd in 1800 gepubliceerd door Johann Karl Wilhelm Illiger.